# Palazzo Bichi Ruspoli
Il Palazzo Bichi Ruspoli, conosciuto anche come Castellare dei Rossi è un edificio storico di Siena, situato in via Banchi di Sopra. Non va confuso con l'omonimo palazzo di Roccalbegna.

## Storia e descrizione
La struttura corrisponde all'accorpamento di tre diversi edifici: uno di questi risale alla prima metà del XVIII secolo, la cui costruzione fu commissionata dai marchesi Bichi Ruspoli allo scultore e architetto senese Jacopo Franchini. La struttura precedente, invece, che comprende la torre e un altro edificio, risale al XIII secolo ed è tutt'oggi ben conservata.
Successive ristrutturazioni, che hanno lasciato intatti i tipici stucchi barocchi della cappella gentilizia del castellare, hanno dato agli ambienti interni caratteri tipici del Neoclassicismo: le pregevoli decorazioni che vi si conservano sono opera di noti artisti senesi, tra cui Alessandro Franchi e Cesare Maffei. Oggi il palazzo nobiliare è adibito a uso privato e commerciale, riservato in parte come sede di attività bancaria.